# 이노코이시촌
이노코이시촌(猪子石村)은 일본 아이치현 아이치군에 설치되었던 촌이다. 현재의 나고야시 지쿠사구·메이토구의 일부에 해당한다.